# Рубежненское сельское поселение
Рубежненское се́льское поселе́ние — муниципальное образование в Наурском районе Чечни Российской Федерации.
Административный центр — село Рубежное.

## История
Статус и границы сельского поселения установлены Законом Чеченской Республики от 14 июля 2008 года № 47-РЗ «Об образовании муниципального образования Наурский район и муниципальных образований, входящих в его состав, установлении их границ и наделении их соответствующим статусом муниципального района и сельского поселения».

## Население
| 2010  | 2012  | 2013  | 2014  | 2015  | 2016  | 2017  |
| ----- | ----- | ----- | ----- | ----- | ----- | ----- |
| 2643  | ↗2682 | →2682 | ↗2706 | ↗2747 | ↗2780 | ↗2782 |
| 2018  | 2019  | 2020  | 2021  | 2023  | 2024  |       |
| ↗2796 | ↗2802 | ↘2798 | ↗2888 | ↗2904 | ↗2938 |       |

## Состав сельского поселения
| № | Населённый пункт | Тип населённого пункта       | Население |
| - | ---------------- | ---------------------------- | --------- |
| 1 | Рубежное         | село, административный центр | ↗2938     |